# Olivier Boumal
Olivier Boumal, född 17 september 1989 i Douala, är en kamerunsk fotbollsspelare. Boumal har även spelat för det kamerunska landslaget.

## Karriär
I augusti 2021 värvades Boumal av australiska Newcastle Jets, där han skrev på ett ettårskontrakt. Vid slutet av säsongen 2021/2022 lämnade Boumal klubben.